# Citroën Junior Team
Citroën Junior Team – drugi fabryczny zespół Citroëna w Rajdowych Mistrzostwach Świata.

## Historia
Zespół został utworzony w 2009 roku po wycofaniu się z rywalizacji marek Subaru i Suzuki. W sezonie 2009 wystawiał Citroëna C4 WRC dla Jewgienija Nowikowa, Conrada Rautenbacha oraz Sébastiena Ogier. W barwach zespołu startowali także Chris Atkinson, Petter Solberg i Aaron Burkart.
W grudniu 2009 r. ogłoszono, że jednym z kierowców zespołu w sezonie 2010 będzie Kimi Räikkönen, który  zdecydował się na roczną przerwę w Formule 1. W zespole pozostał także Sébastien Ogier. Citroën postanowił, że zespół weźmie udział w dwunastu z trzynastu zaplanowanych rajdów, opuszczając Rajd Nowej Zelandii.
Z początkiem sezonu 2012 zespół powrócił, po rocznej przerwie, do rywalizacji w Mistrzostwach Świata. Nowym kierowcą został Belg Thierry Neuville, który wystartuje Citroënem DS3 WRC w wybranych rajdach.

## Kierowcy
- Chris Atkinson (2009)
- Jewgienij Nowikow (2009)
- Conrad Rautenbach (2009)
- Sébastien Ogier (2009–2010)
- Petter Solberg (2009)
- Aaron Burkart (2009)
- Kimi Räikkönen (2010)
- Thierry Neuville (2012)